# 細川内閣
細川内閣（ほそかわないかく）は、衆議院議員、日本新党代表の細川護熙が第79代内閣総理大臣に任命され、1993年（平成5年）8月9日から1994年（平成6年）4月28日まで続いた日本の内閣。
非自民・非共産8党派の連立政権である細川内閣の発足により、1955年（昭和30年）の結党以来、38年間単独政権を維持し続けた自由民主党（自民党）が初めて下野し、55年体制が崩壊した。

## 内閣の顔ぶれ、人事

### 国務大臣
1993年（平成5年）8月9日任命。在職日数263日。 
| 職名                                       | 氏名       | 氏名 | 出身等              | 特命事項等                                   | 備考                    |
| ------------------------------------------ | ---------- | ---- | ------------------- | -------------------------------------------- | ----------------------- |
| 内閣総理大臣                               | 細川護熙   |      | 衆議院 日本新党     |                                              | 日本新党代表 初入閣     |
| 副総理 外務大臣                            | 羽田孜     |      | 衆議院 新生党       | 内閣総理大臣臨時代理 就任順位第1位（副総理） | 新生党党首 再入閣       |
| 法務大臣                                   | 三ヶ月章   |      | 民間                |                                              | 初入閣                  |
| 大蔵大臣                                   | 藤井裕久   |      | 衆議院 新生党       |                                              | 初入閣                  |
| 文部大臣                                   | 赤松良子   |      | 民間                | 国立国会図書館連絡調整委員会委員             | 初入閣                  |
| 厚生大臣                                   | 大内啓伍   |      | 衆議院 民社党       | 年金問題担当                                 | 民社党委員長 初入閣     |
| 農林水産大臣                               | 畑英次郎   |      | 衆議院 新生党       |                                              | 初入閣                  |
| 通商産業大臣                               | 熊谷弘     |      | 衆議院 新生党       |                                              | 初入閣                  |
| 運輸大臣                                   | 伊藤茂     |      | 衆議院 日本社会党   | 新東京国際空港担当                           | 初入閣                  |
| 郵政大臣                                   | 神崎武法   |      | 衆議院 公明党       |                                              | 初入閣                  |
| 労働大臣                                   | 坂口力     |      | 衆議院 公明党       |                                              | 初入閣                  |
| 建設大臣                                   | 五十嵐広三 |      | 衆議院 日本社会党   |                                              | 初入閣                  |
| 自治大臣 国家公安委員会委員長              | 佐藤観樹   |      | 衆議院 日本社会党   | 兼任                                         | 初入閣                  |
| 内閣官房長官                               | 武村正義   |      | 衆議院 新党さきがけ |                                              | 新党さきがけ代表 初入閣 |
| 総務庁長官                                 | 石田幸四郎 |      | 衆議院 公明党       |                                              | 公明党委員長 初入閣     |
| 北海道開発庁長官 沖縄開発庁長官 国土庁長官 | 上原康助   |      | 衆議院 日本社会党   |                                              | 初入閣                  |
| 防衛庁長官                                 | 中西啓介   |      | 衆議院 新生党       |                                              | 初入閣 1993年12月2日免  |
| 防衛庁長官                                 | 愛知和男   |      | 衆議院 新生党       |                                              | 1993年12月2日任 再入閣  |
| 経済企画庁長官                             | 久保田真苗 |      | 参議院 日本社会党   | 総合交通対策担当                             | 初入閣                  |
| 科学技術庁長官                             | 江田五月   |      | 衆議院 社会民主連合 | 原子力委員会委員長                           | 社会民主連合代表 初入閣 |
| 環境庁長官                                 | 広中和歌子 |      | 参議院 公明党       | 地球環境問題担当                             | 初入閣                  |
| 国務大臣                                   | 山花貞夫   |      | 衆議院 日本社会党   | 政治改革担当                                 | 日本社会党委員長 初入閣 |

### 内閣官房副長官、内閣法制局長官等
1993年（平成5年）8月9日任命
| 職名                 | 氏名       | 出身等               | 備考            |
| -------------------- | ---------- | -------------------- | --------------- |
| 内閣官房副長官       | 鳩山由紀夫 | 衆議院／新党さきがけ | 政務担当        |
| 内閣官房副長官       | 石原信雄   | 自治省               | 事務担当        |
| 内閣法制局長官       | 大出峻郎   | 内閣法制局           |                 |
| 内閣総理大臣特別補佐 | 田中秀征   | 衆議院／新党さきがけ | 1994年1月31日免 |

### 政務次官
1993年（平成5年）8月12日任命。
| 職名               | 氏名       | 出身等                    | 備考             |
| ------------------ | ---------- | ------------------------- | ---------------- |
| 法務政務次官       | 佐々木秀典 | 衆議院／日本社会党        |                  |
| 外務政務次官       | 東祥三     | 衆議院／公明党            |                  |
| 大蔵政務次官       | 北側一雄   | 衆議院／公明党            |                  |
| 大蔵政務次官       | 中村正男   | 衆議院／日本社会党        | 1994年2月1日免   |
| 大蔵政務次官       | 早川勝     | 衆議院／日本社会党        | 1994年2月1日任   |
| 文部政務次官       | 安倍基雄   | 衆議院／民社党            |                  |
| 厚生政務次官       | 岡島正之   | 衆議院／新生党            |                  |
| 農林水産政務次官   | 木村守男   | 衆議院／新生党            |                  |
| 農林水産政務次官   | 村沢牧     | 参議院／日本社会党        | 1993年12月17日免 |
| 農林水産政務次官   | 吉田達男   | 参議院／日本社会党        | 1993年12月17日任 |
| 通商産業政務次官   | 遠藤乙彦   | 衆議院／公明党            |                  |
| 通商産業政務次官   | 和田貞夫   | 参議院／日本社会党        |                  |
| 運輸政務次官       | 二階俊博   | 衆議院／新生党            |                  |
| 郵政政務次官       | 松前仰     | 衆議院／日本社会党        |                  |
| 労働政務次官       | 永井孝信   | 衆議院／日本社会党        |                  |
| 建設政務次官       | 伊藤英成   | 衆議院／民社党            |                  |
| 自治政務次官       | 冬柴鐵三   | 衆議院／公明党            |                  |
| 総務政務次官       | 小池百合子 | 衆議院／日本新党          |                  |
| 北海道開発政務次官 | 菅野久光   | 参議院／日本社会党        |                  |
| 防衛政務次官       | 山口那津男 | 衆議院／公明党            |                  |
| 経済企画政務次官   | 古賀一成   | 衆議院／（無所属→）新生党 |                  |
| 科学技術政務次官   | 乾晴美     | 参議院／民主改革連合      |                  |
| 環境政務次官       | 山元勉     | 衆議院／日本社会党        |                  |
| 沖縄開発政務次官   | 田村秀昭   | 参議院／新生党            |                  |
| 国土政務次官       | 増田敏男   | 衆議院／新生党            |                  |

## 勢力早見表
※ 内閣発足当初（前内閣の事務引継は除く）。 
| 政党等       | 勢力 | 衆議院 | 参議院 | 国務大臣 | 政務次官 | その他                               |
| ------------ | ---- | ------ | ------ | -------- | -------- | ------------------------------------ |
| 日本社会党   | 146  | 75     | 71     | 6        | 8        | 国務大臣のべ9                        |
| 公明党       | 76   | 52     | 24     | 4        | 5        |                                      |
| 新生党       | 63   | 55     | 8      | 5        | 5        |                                      |
| 日本新党     | 42   | 38     | 4      | 1        | 1        |                                      |
| 民社党       | 28   | 19     | 9      | 1        | 2        |                                      |
| 新党さきがけ | 13   | 13     | 0      | 1        | 0        | 内閣官房副長官、内閣総理大臣特別補佐 |
| 民主改革連合 | 11   | 0      | 11     | 0        | 1        |                                      |
| 社会民主連合 | 4    | 4      | 0      | 1        | 0        |                                      |
| 無所属       | 9    | 8      | 1      | 0        | 1        |                                      |
| 民間         | -    | -      | -      | 2        | 0        |                                      |
|              | 376  | 264    | 128    | 21       | 23       | 国務大臣のべ24                       |

### 首班指名投票
第127国会
1993年（平成5年）8月6日
- 衆議院[2]

細川護熙（日本新党）- 262票、河野洋平（自由民主党）- 224票、不破哲三（日本共産党）- 15票、山花貞夫（日本社会党） - 2票
- 参議院[3]

細川護熙（日本新党）- 132票、河野洋平（自由民主党）- 93票、不破哲三（日本共産党）- 11票、白票 - 4票

## 内閣の動き

### 非自民連立政権誕生の背景
中曽根康弘・元内閣総理大臣は、1996年の著書で、1993年の自民党分裂と、非自民連立政権誕生の背景について、次のように述べていた。

### 発足

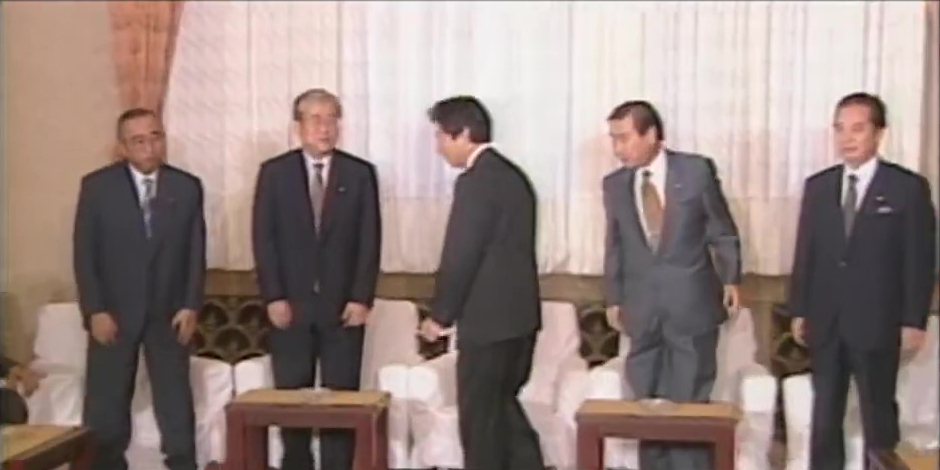
左から公明党の石田幸四郎委員長、社会党の山花貞夫委員長、日本新党の細川護熙代表、新生党の羽田孜党首、民社党の大内啓伍委員長（1993年8月9日、首相官邸での連立与党党首会談）

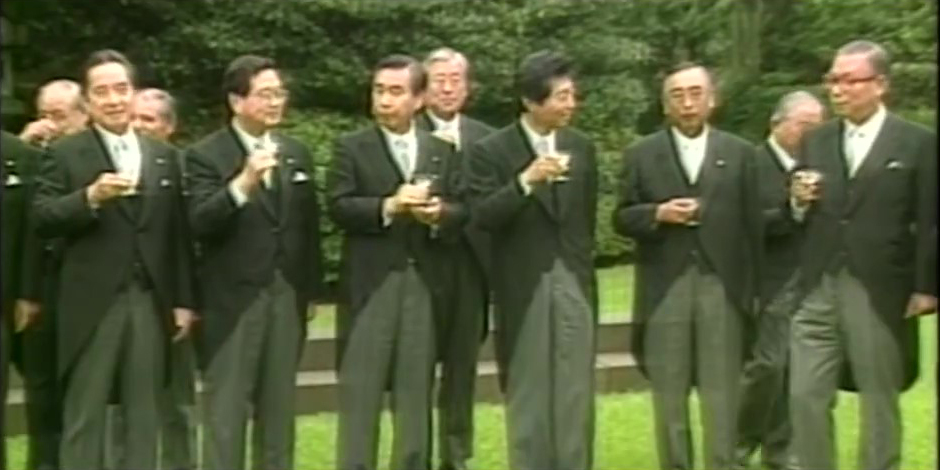
内閣発足を祝って乾杯する閣僚（1993年8月9日、首相官邸の庭にて）

1993年（平成5年）7月18日に実施された第40回衆議院議員総選挙は波乱を呼ぶ衝撃的な投票結果となった。政権与党の自民党の獲得議席数は選挙前の勢力をほぼ維持したものの、選挙前の党分裂の影響で単独過半数には達しなかった。一方、自民党を離党した羽田派が結成した新生党、同じく武村正義らのグループが結成した新党さきがけ、前熊本県知事の細川護熙が前年に結成した日本新党の3新党は合計で100議席余りを獲得し、3新党が議席数で大きく躍進した。また、野党第一党の日本社会党は新党ブームのあおりを受けて獲得議席数が70議席となり、これは、前回の土井ブームで得た議席数を半減させる結果となった。
新生党が速やかに社会党・公明党・民社党・社会民主連合・民主改革連合の各党派と連立政権を樹立することで合意する一方、日本新党とさきがけは統一会派を結成し、自民・非自民双方と政治改革の実現を条件とする連立交渉に入った。これは、自民党が過半数を割り込んだため、細川護熙が率いる日本新党と武村正義の率いる新党さきがけが新政権樹立のキャスティングボートを握ることとなったからである。
日本新党と新党さきがけが「自民党政権」か「非自民政権」のどちらにつくか注目される中、新党さきがけの田中秀征によれば「思想信条の違う政党の連立政権は臨時・緊急の事態にしか通用しない、経済対策など懸案事項を遅らせている政治改革を早期に処理する『特命政権』として、院内会派『さきがけ日本新党』が『政治改革政権の提唱による“この指とまれ”』という第三の選択肢を打ち出す」という方針によるものであったという。
7月23日、細川護熙が提唱文を読み上げると、各党の対応が明確になり、新生党代表幹事・小沢一郎の動きとは別に、連立政権樹立の理論的構築を行った。この提唱に、江田五月は、「よかった、これで野合と言われずに済む。」と感想を言ったという。双方とも条件の受け入れを表明したが、「細川首相」を提示した非自民側が結局取り込みに成功し、細川護熙を首班とする新政権「細川内閣」の発足が決まった。これは、戦後初の九州出身者、知事経験者による内閣である。
また、この時、連立与党内における日本新党の議席数は、社会党、新生党、公明党に次ぐ第四党である。しかも、この時の細川護熙は参議院議員を2期、熊本県知事を2期、その後日本新党を結成して再び参議院議員を1年間務めていたものの、衆議院議員は初当選だった。これは、理念や政策、政治手法についての考えがバラバラな8党・会派をまとめていくためには、細川護熙の政界再編・新党運動の先駆者としての立場、そして旧熊本藩主家である侯爵細川家の出自とかつて首相を務めた公爵近衛文麿の孫という毛並みの良さに支えられた国民的人気などを考慮した新生党代表幹事小沢一郎の判断の結果である。
9月はじめの朝日新聞の世論調査では、細川内閣の内閣支持率は空前の71%に達した。

### 閣僚などの人事
細川内閣は8会派による連立政権だったことから、国務大臣（閣僚）人事は議員数などに応じて配分枠を決め、それぞれの党の推薦リストを上げてもらう方式だった。首相主導で決められる人事は極めて少なかった。社会党からは6人が入閣したが、どういう人が候補になるか、リストが出てくるまで分からない状態だった。
連立与党からは、新党さきがけの武村正義（内閣官房長官）、新生党の羽田孜（外務大臣兼副総理）、社会党の山花貞夫（政治改革担当大臣）、公明党の石田幸四郎（総務庁長官）、民社党の大内啓伍（厚生大臣）、社民連の江田五月（科学技術庁長官）と、当時の党首がほぼ全員入閣した。ただし山花は、総選挙敗北の責任を取って9月に社会党委員長を辞任し、替わって委員長に就いた村山富市は入閣しなかったため、政権と社会党執行部との間に距離感が生じることとなった。
連立与党側の運営は、各党書記長・代表幹事らの「与党代表者会議」によって行われるケースが多く、特に新生党代表幹事小沢一郎と公明党書記長市川雄一の「一・一ライン」が中心となった。当時の野党などから「権力の二重構造」と批判されることもあった。
当時の連立与党内では、政権党の中枢で仕事をしたことがある政治家は、自民党から分裂して誕生した新生党以外にはほとんどなかったことから、主要ポストを新生党が独占した。羽田孜・外務大臣、藤井裕久・大蔵大臣、熊谷弘・通商産業大臣、畑英次郎・農林水産大臣、中西啓介・防衛庁長官という顔ぶれは、外交や重要懸案での政策の継続性と、政権の安定性に気を配った人事だった。
衆議院議長には、新生党や公明党が、元社会党委員長の土井たか子を推薦した。社会党左派に人気が高かった土井を議長とすることで、連立への参加に批判的な左派を含めて社会党全体を政権に引きつけることを狙った。
内閣官房長官は、通常では首相と同じ政党・派閥の議員が就任するのが慣例だが、細川が率いていた日本新党は新人議員ばかりだった。新生党の熊谷も候補として挙げられていたが、結果的に新党さきがけの武村正義が選ばれた。内閣官房副長官には鳩山由紀夫、首相特別補佐には田中秀征と、いずれもさきがけ出身者だった。当時、首相特別補佐は制度上は認められていないポストだったが、事実上の補佐官として首相官邸に出入りするようにした。

### 政治改革
当時の世論は、自民党長期政権の下での政官業の癒着構造、カネがかかり政権交代が行われない選挙システム、政治腐敗等に対する不満が高まっていた。自民党もまた数年来、カネがかからず政権交代を容易にする選挙制度改革や政治資金規制強化などのいわゆる政治改革に取り組んでいた。しかし党内は守旧派と後の新生党・新党さきがけ・自由改革連合などにつながる改革派に分かれて激しく対立し、結局これを実現できなかった宮澤内閣は内閣不信任決議を突きつけられ、新生党・さきがけの離党、衆議院における過半数割れによって下野することとなった。
本来理念や政策が異なる連立与党各党は、世論の最大の政治的関心事で自民党政権が成し遂げられなかった政治改革の実現という日本新党・さきがけの条件を受け入れ、これを一致点として政権を発足させたため、細川内閣はこれを唯一最大のテーマに掲げて年内の法案成立を目指した。細川は政治改革が年内に実現できなければ政治責任をとると明言した。
選挙制度改革について、連立政権側は、小選挙区、比例代表（全国単一）各250・2票制（小選挙区・比例各1票）の小選挙区比例代表並立制を主張。これに対して自民党は、小選挙区300・比例代表（都道府県単位）177・1票制を主張した。社会党の中には本音では現行制度の存続を望む議員も少なくなく、連立交渉の条件を呑んだはずの自民党もまた同様であり、審議拒否を繰り返した。小選挙区274・比例代表（全国単一）226とする譲歩案を自民党が拒否したため、与党は10月18日に元の案を衆議院で通過させた。参議院での実質審議は11月24日にようやく始まったが、参議院は自民党と社会党の勢力が大きく、年内可決の目処は立たなかった。
また12月2日、防衛庁長官の中西啓介が「半世紀前にできた憲法に、後生大事にしがみつくのはまずい」と述べたことが憲法改正発言と批判され辞任し、後任に同じく新生党の愛知和男が就任した。
連立与党各党は年明けの1994年（平成6年）1月4日にそれぞれ議員総会を開いて政治改革実現の決意を固めた。5日からの参議院政治改革特別委員会は自民党の欠席戦術にもかかわらず連立与党の結束は固く、自民党も成立を前提とした修正論議に傾き始めた。1月21日、社会党からの造反があり参議院で法案が否決されるが、細川は自民党の改革推進派議員にも呼びかけて決起集会を開き、あらためて政治改革関連法案成立の機運を盛り上げた。自民党総裁河野洋平も細川とのトップ会談に応じ、急転直下、小選挙区300・比例代表（全国11ブロック）200・2票制、企業団体献金は1団体50万円までとする妥協が成立。両者は1月29日の午前1時、共同記者会見を行った。この合意に基づく改正公職選挙法や改正政治資金規正法、政党助成法などの政治改革四法は3月4日に成立、5年以上の年月を経てようやく政治改革は実現した。
結果的に見れば、この政治改革の実現が、細川政権のほとんど唯一の実績となったが、ここで導入された小選挙区制や政党助成金制度は、後に多数の批判を受けたり問題点を抱えることになる。

### 国民福祉税構想
高い支持率を背景に、細川は引き続き行政改革、規制改革、地方分権、景気対策等の懸案に取り組んでいく姿勢を見せた。
12月、コメ輸入合意の決定を受け、社会党出身の村沢牧が反対を表明して農林水産政務次官を辞任するも、交渉期限間際に、コメの関税化を6年間受け入れない代わりに、輸入量を段階的に増やすという部分開放を閣議決定した。直後の世論調査でも、政府の決定を「支持する」が50%、「支持しない」が38%となった。
細川は就任当初から税制改革にも意欲を示していた。また、9月に始まった日米間の経済問題を協議する日米包括協議でアメリカは内需拡大とそのための所得税減税を日本に求めており、11月の日米首脳会談で細川は所得税減税を翌年実施する考えをビル・クリントン大統領に対して示した。このとき、次期首脳会談を翌年2月11日に開き、それまでに日米包括協議の合意を図ることも決められ、日本側は所得税減税分を埋める財源確保の必要に迫られることになった。

日本の社会的支出(兆円)。緑は医療、赤は年金、紫はその他

赤字国債を発行しないことが細川政権の公約の柱の一つだったこともあって新生党の小沢代表幹事と大蔵省は財源を赤字国債に頼らず消費税の増税に求めることにしたが、社会党は消費税増税に絶対反対の姿勢だった。同時期、細川内閣が至上命令に掲げる政治改革の実現は難航しており、そのため例年であれば12月に終わる予算編成を年明けまで続けるという異例の方針を取ることになった。政治改革は年が明けた1月29日にようやく細川・河野合意にこぎつけるが、日米首脳会談までの時間はわずかとなっていた。2月1日には社会党出身の大蔵政務次官である中村正男が体調不良により辞任。後任に早川勝が就任した。
2月2日晩の政府・与党首脳会議で社会党や武村官房長官は消費税増税に強硬に反対するが、細川は3日午前1時に会見を開いて国民福祉税構想を発表した。3年後に消費税を廃止して福祉目的の7%の「国民福祉税」を導入するというものだった。しかし、この構想は厚生大臣や官房長官にも知らせていないもので、政権内外の反発を呼んだ。4日の連立与党代表者会議で撤回が合意された。日米首脳会談は決裂し、結局3兆円余の赤字国債発行を盛り込む平成6年度予算案が2月15日に編成された。

### 退陣
連立の一致点であった政治改革が曲がりなりにも実現したこともあり、細川政権は国民福祉税構想の頓挫以降、急速に求心力を失っていく。
細川内閣は、8会派による寄り合い所帯の矛盾を内包していた。安全保障・自衛隊政策で他党との大きなずれがあった社会党が、政権運営の足を引っ張ることが多かった。1994年度予算の概算要求では、空中警戒管制機（AWACS）を追加要求しようとする動きに、社会党の閣僚が反対意見を表明した。在外邦人救出のために自衛隊の航空機を使用できるようにする自衛隊法改正案の扱いでも、連立与党が揺れた。国民福祉税構想（消費税率引き上げ）では、社会党議員の多くは消費税自体に反対していた。
1月31日は政治改革四法の成立に伴い、さきがけの田中秀征が内閣総理大臣特別補佐を辞任。早期からあった「一・一ライン」とさきがけ代表の武村官房長官との対立も、政権運営の手法や政治改革の方法などに加え税制改革をめぐって深刻化。武村は悪化が明らかになってきた景気へのてこ入れを優先し政治改革法案は継続審議にすべきと主張する自民党に同調し、幹部とも頻繁に接触していたため、更迭案が浮上した。総務政務次官を務めていた小池百合子は、北朝鮮有事に際し、アメリカ側から北朝鮮に宥和的な社会党や武村の存在を問題視されたのも、更迭案が生じた一因だと後に述懐している。細川は、小沢の内閣改造断行や武村更迭の進言を受け、政治改革法案の成立を一区切りとして改造内閣を発足させる意向だったが、社会党が政権離脱をちらつかせるため3月2日に断念。
また、自民党は細川の佐川急便グループからの借入金処理問題を前年10月以来徹底的に追及し続けていた。自民党幹事長の森喜朗は亀井静香とよく相談し、森曰く亀井はいろんな情報をとってくるのがうまく、深谷隆司、野中広務、衛藤征士郎らが予算委員会の理事になり、細川の佐川急便から1億を借り入れていた問題を全面的に追及した。自民党内に「細川首相の疑惑に関する調査特別委員会」をつくって検事出身の松永光が委員長になり、院内にこの委員会の名前に看板をかけ、森は「与党から批判されたが、こっちは野党だからね。松永さんは検事出身ですから事実関係を論理で追及していくんです。細川首相の個人的な問題点を全部調べ上げていったんです。細川家の財産は一部は国のものになっているんですが、中には税金逃れ的なものがずいぶんあったんです。財団のものになっているものもありました。」と述べている。
4月8日、細川護熙が突然、辞意を表明した。そして、細川内閣は4月25日の閣議で総辞職（羽田内閣の親任式が行われた4月28日まで職務執行内閣として存続）し、1年に満たない短命政権で終わった。
細川護熙のこの退陣表明は、世間に唐突との印象を与え「無責任な政権投げ出し」との批判も浴びた。細川内閣の支持率は、退陣表明の直前でも、50％前後もあった。連立与党内からは「もう少し踏ん張れば自民党は崩壊していたのに」という声もあった。しかし実際には、政権運営は完全に行き詰っていた。政治改革の実現後は、連立政権は遠心力ばかりが働くようになり、各党の生き残りと将来の政界再編をにらんだ主導権争いばかりが目立つようになっていた。細川護熙は、政権は長さを競うものではなく、何をするのかが大事だというのが、かねての政治信条だった。コメの市場開放と政治改革という2大懸案を片付けた後は、いつ辞めるべきかを自問し続けていた毎日でもあった。
政界再編をめぐっては、小沢（新生党）らが自民に対抗する勢力をひとつにまとめた自民対非自民の2極構造を考えていたのに対して、武村（新党さきがけ）や村山（社会党）は、自民と非自民の間に独自の第3極を作ろうとしていた。これらの動きは、細川内閣による政治改革の実現で増幅された。細川は、あるべき政界の姿として「穏健な多党制」を主張していたが、当時は最大野党だった自民党が断トツの力を持ち続けており、小沢らが唱えていた2極論に傾いていった。
小沢一郎は週刊エコノミストのインタビューで細川政権が短命に終わった理由を質問された際「素人が政権を取ったのだからしょうがない。イギリスの議会制民主主義だって定着するまで時間がかかっている」と答えている。
社会党委員長だった村山富市は、小沢との対立が、細川内閣が短命に終わった一因だと証言していた。村山富市によると、小沢は何か問題が起きると「社会党が足を引っ張った」と批判することが多かった。「七党一会派が政権を構成しているのだから政権運営にはかなり神経を使わなければならないのに、それがうまくできなかったことが大きい。だから細川さんは早く辞めざるを得なかったんだ。」